# Видозмінений вуглець (телесеріал)
«Видозмінений вуглець» (також — «Зінакшений вуглець», «Модифікований карбон», англ. Altered Carbon) — науково-фантастичний американський телесеріал Лаети Калогрідіс, заснований на однойменному романі Річарда Моргана, який було опубліковано у 2002 році. Прем'єра серіалу відбулася 2 лютого 2018 року на телеканалі Netflix.

## Сюжет
2384 рік. Свідомість людей зберігається на спеціальних носіях та за необхідності завантажується у тіла, які розцінюються тільки як вмістилища. Жорстокий найманець Такеші Ковач (Юель Кіннаман) прокидається за 250 років після того, як його власне тіло було вбите; Такеші — єдиний солдат, який вижив під час повстання проти нового світового порядку, яке відбулося два з половиною сторіччя тому. Йому пропонують вибір: провести решту життя за ґратами чи допомогти розкрити убивство найбагатшої людини у світі Лоренса Бенкрофта (Джеймс Пюрфой).

## У ролях

### Головні персонажі
- Юель Кіннаман — Такеші Ковач (сезон 1)
- Ентоні Макі — Такеші Ковач (сезон 2)
- Джеймс Пюрфой — Лоренс Бенкрофт
- Марта Ігареда — Крістін Ортега
- Кріс Коннер — По
- Дічен Лакмен — Рейлін Кавахара
- Ато Ессандро — Вернон Елліот
- Крістін Леман — Міріам Бенкрофт
- Треу Трен — містер Люн
- Рене Еліз Ґолдсберрі — Куеллкріст Фалконер
- Сімон Міссік — Трепп (сезон 2)

## Епізоди
Назви усіх епізодів повторюють назви класичних нуарних фільмів 1940-х та 1950-х років.

### Сезон 1
| № серії                                                              | Назва                      | Режисер       | Сценарист                        | Дата оригінального показу |
| -------------------------------------------------------------------- | -------------------------- | ------------- | -------------------------------- | ------------------------- |
| 2                                                                    | «Грішний янгол»            | Нік Гурран    | Стів Блекмен                     | 2 лютого 2018             |
| Назва епізоду походить від фільму 1945 року Пропащий янгол           |                            |               |                                  |                           |
| 3                                                                    | «У затишному місці»        | Нік Гурран    | Браян Нельсон                    | 2 лютого 2018             |
| Назва епізоду походить від фільму 1950 року У затишному місці        |                            |               |                                  |                           |
| 4                                                                    | «Сила зла»                 | Алекс Ґрейвз  | Рассел Френд та Ґарретт Лернер   | 2 лютого 2018             |
| Назва епізоду походить від фільму 1948 року Сила зла                 |                            |               |                                  |                           |
| 5                                                                    | «Не та людина»             | Ута Брізевітц | Невін Деншем                     | 2 лютого 2018             |
| Назва епізоду походить від фільму 1956 року Не та людина             |                            |               |                                  |                           |
| 6                                                                    | «Чоловік із моїм обличчям» | Алекс Ґрейвз  | Стів Блекмен                     | 2 лютого 2018             |
| Назва епізоду походить від фільму 1951 року Чоловік із моїм обличчям |                            |               |                                  |                           |
| 7                                                                    | «Безпритульний пес»        | Енді Ґоддард  | Невін Деншем та Кейсі Фішер      | 2 лютого 2018             |
| Назва епізоду походить від фільму 1949 року Безпритульний пес        |                            |               |                                  |                           |
| 8                                                                    | «Нічна сутичка»            | Ута Брізевітц | Браян Нельсон                    | 2 лютого 2018             |
| Назва епізоду походить від фільму 1952 року Нічна сутичка            |                            |               |                                  |                           |
| 9                                                                    | «Гнів небес»               | Пітер Гоур    | Рассел Френд та Ґарретт Лернер   | 2 лютого 2018             |
| Назва епізоду походить від фільму 1941 року Гнів небес               |                            |               |                                  |                           |
| 10                                                                   | «Убивці»                   | Пітер Гоур    | Лаета Калогрідіс та Невін Деншем | 2 лютого 2018             |
| Назва епізоду походить від фільму 1946 року Вбивці                   |                            |               |                                  |                           |

### Сезон 2
| № серії | Назва                     | Режисер                  | Сценарист                       | Дата оригінального показу |
| --- | ------------------------- | ------------------------ | ------------------------------- | ------------------------- |
| 2 | «Оплату відтерміновано»   | Кіаран Доннеллі          | Сара Ніколь Джонс               | 27 лютого 2020            |
| Назва епізоду походить від фільму 1932 року Відкладений платіж                                                      |                           |                          |                                 |                           |
| 3 | «Алея жахіть»             | М. Дж. Бассетт           | Майкл Р. Перрі                  | 27 лютого 2020            |
| Назва епізоду походить від фільму 1947 року Алея жаху (фільм, 1947)                                                 |                           |                          |                                 |                           |
| 4 | «Тінь сумніву»            | М. Дж. Бассетт           | Сан Кий Кім                     | 27 лютого 2020            |
| Назва епізоду походить від фільму 1943 року Тінь сумніву                                                            |                           |                          |                                 |                           |
| 5 | «Я прокидаюся з криком»   | Джеремі Вебб             | Кортні Норріс                   | 27 лютого 2020            |
| Назва епізоду походить від фільму 1941 року Прокидаюсь у холодному поту                                             |                           |                          |                                 |                           |
| 6 | «Поховайте мене мертвим»  | Джеремі Вебб             | Адам Лаш і Корі Учіда           | 27 лютого 2020            |
| Назва епізоду походить від фільму 1947 року Поховайте мене після смерті                                             |                           |                          |                                 |                           |
| 7 | «Небезпечний експеримент» | Саллі Річардсон-Вайтфілд | Невін Деншем                    | 27 лютого 2020            |
| Назва епізоду походить від фільму 1944 року Варівкий експеримент                                                    |                           |                          |                                 |                           |
| 8 | «Зламані ангели»          | Саллі Річардсон-Вайтфілд | Елісон Шепкер і Елізабет Падден | 27 лютого 2020            |
| Назва епізоду походить від книги Річарда Моргана Зламані янголи (роман), другої книги у трилогії про Такеші Ковача. |                           |                          |                                 |                           |

## Виробництво
Сервіс Netflix замовив телесеріал у січні 2016 року, за 15 років після того, як шоу-раннер Лаета Калогрідіс вела переговори щодо екранізації роману у формі повнометражного фільму. За словами Калогрідіс, складність роману та жорсткий рейтинг R тривалий час заважали продати концепт телесеріалу студіям. Пілотний епізод зрежисував Міґель Сапочник, відомий також постановкою епізодів Битва байстрюків та Вітри зими телесеріалу Гра престолів.

## Реліз
Офіційний трейлер було випущено 11 січня 2018 року; прем'єра першого сезону на телеканалі Netflix відбулася 2 лютого того самого року. Трейлер другого сезону вийшов 11 лютого, а сам другий сезон став доступний для перегляду 27 лютого 2020 року.

## Сприйняття
Оглядачка американського порталу Literary Hub Емілі Темпл-Шер включила серіал до переліку найкращих телевізійних екранізацій десятиліття.